# Ceratoglyphina populisucta
Ceratoglyphina populisucta är en insektsart. Ceratoglyphina populisucta ingår i släktet Ceratoglyphina och familjen långrörsbladlöss. Inga underarter finns listade i Catalogue of Life.